# فرودگاه کلارک کاونتی
فرودگاه کلارک کاونتی (به انگلیسی: Clark County Airport) یک فرودگاه همگانی بهره‌برداری هوایی است که یک باند فرود آسفالت دارد و طول باند آن ۱۱۲۸ متر است. این فرودگاه در کشور ایالات متحده آمریکا قرار دارد و در ارتفاع ۵۴۶ متری از سطح دریا واقع شده‌است.